# Hydropeplus trimaculatus
Hydropeplus trimaculatus är en skalbaggsart som först beskrevs av François Louis Nompar de Caumont de Laporte 1835.  Hydropeplus trimaculatus ingår i släktet Hydropeplus och familjen dykare. Inga underarter finns listade i Catalogue of Life.